# Ematurga ochrearia
Ematurga ochrearia är en fjärilsart som beskrevs av Hans Rebel 1910. Ematurga ochrearia ingår i släktet Ematurga och familjen mätare. Inga underarter finns listade i Catalogue of Life.